# Dr. Jekyll y Mr. Hyde (película de 1908)
Dr. Jekyll y Mr. Hyde es una película muda de terror de 1908 protagonizada por Hobart Bosworth, y Betty Harte en su debut cinematográfico. Dirigida por Otis Turner y producida por William N. Selig, fue la primera adaptación en el cine de la novela de Robert Louis Stevenson de 1886 El extraño caso del doctor Jekyll y el señor Hyde. El guion fue en realidad adaptado por George F. Fish y Luella Forepaugh de su propia obra de teatro de 1897 derivada de la novela, causando varias diferencias con la fuente original. A pesar de ello, esta película se convirtió en el modelo que influyó en todas las adaptaciones cinematográficas posteriores.
Es considerada por muchos críticos la primera película de terror estadounidense. No se conocen copias sobrevivientes.

## Trama
La película empieza con un teatral telón levantándose. El Dr. Jekyll está jurando amor eterno a Alice, la hija de un vicario, en su espacioso jardín. De repente, presa de su adicción a la fórmula química, Jekyll empieza a convulsionar y transformarse en el Señor Hyde. Bestialmente ataca a Alice, y cuando su padre intenta intervenir, el Señor Hyde se deleita matándole a bastonazos. Mientras está en la oficina de su abogado, el Dr. Jekyll tiene visiones de él siendo ejecutado por su crimen.
Hyde más tarde visita a su amigo el Dr. Lanyon para pedirle que le vaya a por algunas sustancias químicas que necesita, y después de beber la poción, se transforma en Jekyll ante los ojos del doctor. Más tarde en su laboratorio, Jekyll se transforma en el Señor Hyde otra vez, pero perseguido por visiones de la horca y el patíbulo, toma una dosis fatal de veneno, asesinando a sus dos identidades simultáneamente. Continuando la tradición teatral, el telón baja.

## Producción
El guion fue adaptado por George F. Fish y Luella Forepaugh basándose en su propia obra teatral de 1897, la cual fue condensada en un cortometraje de quince minutos. Selig creía que el guion se basaba directamente en la novela de Stevenson, sin darse cuenta de que había sido adaptado por Fish y Forepaugh de su obra teatral, causando algunas diferencias en la trama. Así, Selig erróneamente comentó durante el estreno de su película que era "presentada en estricta conformidad con el libro original....Implicando cada detalle de pose, gesto y expresión.....Ejecutado por personas de indiscutible capacidad dramática."
A pesar de su brevedad, la película también estaba organizada en cuatro actos, como una obra teatral. Cada acto constaba de una sola escena, y los actos estaban separados por su correspondiente subida y bajada de telón. Selig produjo numerosas películas en este periodo de la misma manera, como si una cámara, centrada y estática, ocupara el lugar del espectador asistiendo a una obra teatral.
La película fue estrenada siete meses  después de la muerte del actor teatral Richard Mansfield, el primero que había interpretado a Jekyll/Hyde sobre los escenarios, en la primera adaptación teatral escrita por Thomas Russell Sullivan, a partir de 1887.
Para sacar provecho de la popularidad de su película de 1908, la compañía Selig Polyscope lanzó otra versión de la historia de Jekyll-Hyde, con una duración de 7 minutos, en 1909 titulada Un moderno Dr. Jekyll, que actualizaba la trama en una ambientación contemporánea. La fórmula era descrita más como una poción mágica en esa película, e incluso le transforma en mujer en una escena. El cortometraje de 1909 también se considera perdido.

## Críticas
La transformación de Jekyll a Hyde fue filmada en una sola toma continua sin el uso de ningún efecto especial. Bosworth sencillamente se contorsiona y encorva, mientras adquiere una expresión facial feroz y su peluca se desliza hacia su frente. Los críticos se mostraron entusiastas, dándole a Bosworth menciones especiales: "El cambio es mostrado con una capacidad dramática casi más allá de la comprensión".
Motion Picture World opinó "La exitosa reproducción de este conocido drama superó nuestras expectativas".